# Pierre Russell
Pierre Angelo Russell (Kansas City, 13 dicembre 1949 – Kansas City, 12 giugno 1995) è stato un cestista statunitense, professionista nella ABA.

## Carriera
Venne selezionato dai Milwaukee Bucks al tredicesimo giro del Draft NBA 1971 (207ª scelta assoluta).